# 메인보드

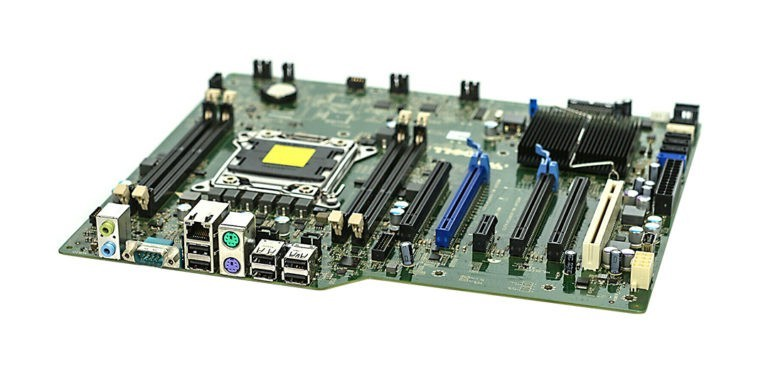
2012년 델 프리시전 T3600 워크스테이션의 메인보드

메인보드(mainboard), 마더보드(motherboard 또는 mobo), 주회로 기판(main circuit board), 주 기판(base board), 플레이너 보드(planar board) 또는 시스템 보드(system board)는 범용 컴퓨터 및 기타 확장 가능한 시스템의 주요 인쇄 회로 기판(PCB)이다. 이는 중앙 처리 장치(CPU) 및 주기억장치와 같은 시스템의 주요 전자 부품 간의 통신을 유지하고 허용하며, 다른 주변기기를 위한 커넥터를 제공한다.
백플레인과 달리, 메인보드는 일반적으로 CPU, 칩셋의 입출력 및 메모리 컨트롤러, 인터페이스 (컴퓨팅) 커넥터, 그리고 일반적인 용도를 위해 통합된 다른 구성 요소와 같은 중요한 서브시스템을 포함한다.:48

## 명칭
옥스포드 영어사전은 '마더보드'라는 단어의 기원을 1965년으로 거슬러 올라가며, 그 가장 초기에 발견된 증명은 잡지 일렉트로닉스에 실렸다고 한다. 이 용어는 컴퓨터 시스템에서 "모든 보드의 어머니"로서, 부착된 부품들에 비해 그 중요성과 크기를 암시한다.
1980년대부터 마더보드에 대한 여러 성 중립적 대안들이 생겨났다. 여기에는 메인보드, 시스템 보드, 논리 보드, 베이스보드, 모보 등이 포함된다. 시스템 보드는 IBM이 IBM PC 및 그 파생 모델(IBM PS/2 라인의 Model 80과 같은 고급 모델은 제외, 이 모델의 경우 '플래너'라는 용어를 선호)에 대한 문서에서 사용했다. 논리 보드는 주로 애플이 애플 II 및 맥 (컴퓨터)을 포함한 자사 컴퓨터 문서에서 사용한다. 베이스보드는 인텔이 기술 매뉴얼에서 사용하지만, 때로는 마더보드라는 단어를 상호 교환적으로 사용하기도 한다.:53 모보는 1990년대에 열정적인 컴퓨터 제작자들이 만들어낸 마더보드의 속어 줄임말이다.
메인보드라는 용어는 때때로 레이저 프린터, 텔레비전 세트, 세탁기, 휴대 전화 및 제한된 확장 기능을 가진 기타 임베디드 시스템과 같이 추가 확장이나 기능이 없는 단일 보드 장치를 설명하는 데 사용된다.

## 역사

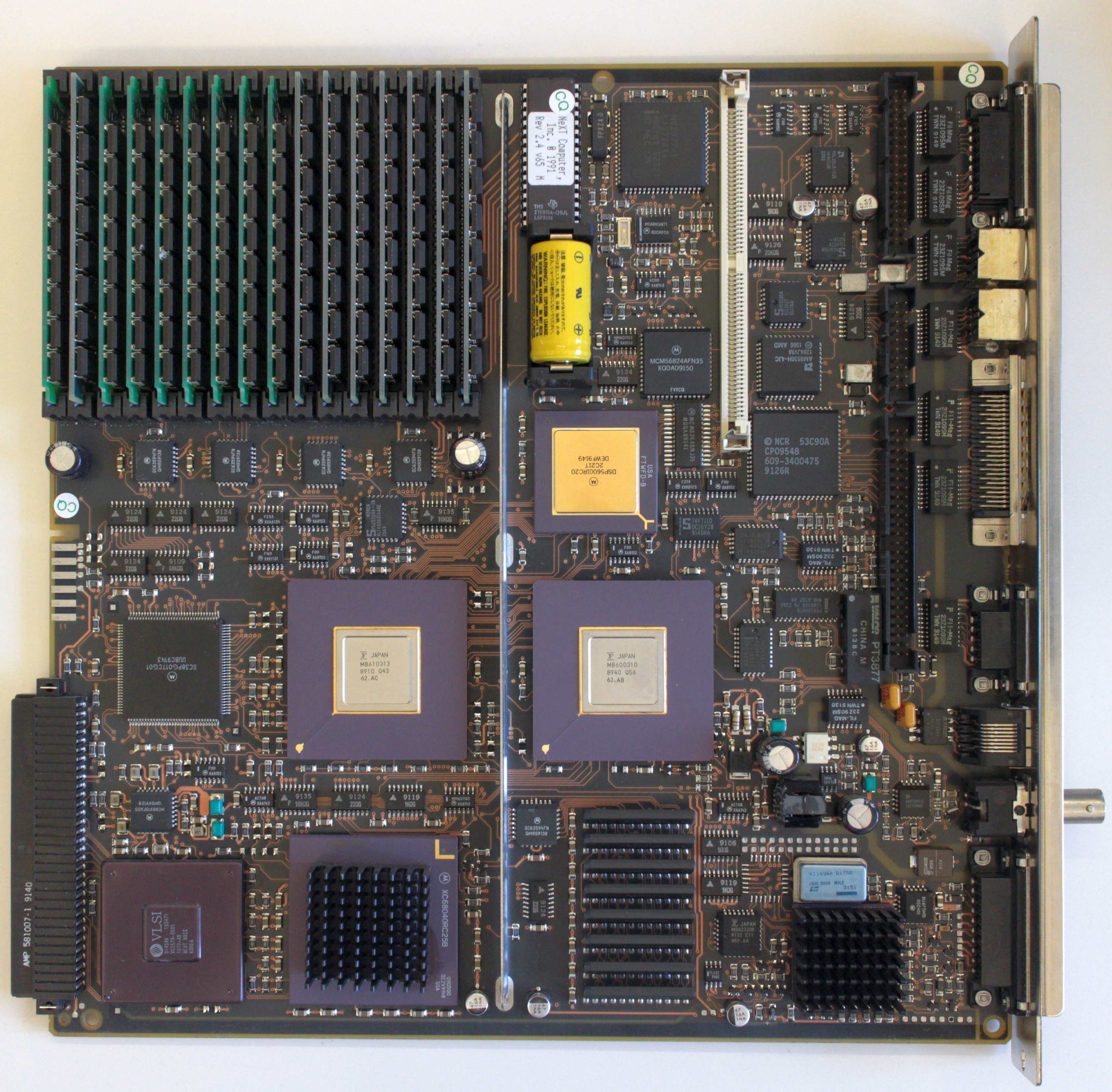
넥스트큐브 컴퓨터(1990)의 메인보드. 모토로라 68040 마이크로프로세서가 25 MHz로 작동하며, 25 MHz의 모토로라 56001 디지털 신호 처리 장치가 케이스 뒷면의 커넥터를 통해 직접 접근 가능했다.

마이크로프로세서의 발명 이전에 컴퓨터의 중앙 처리 장치(CPU)는 여러 회로 기판으로 구성되어 카드 케이지 케이스에 들어 있었으며, 구성 요소들은 상호 연결된 소켓 세트가 포함된 백플레인을 통해 연결되어 있었다. 매우 오래된 설계에서는 구리선이 카드 커넥터 핀 간의 개별 연결이었지만, 곧 인쇄 회로 기판이 표준 관행이 되었다. 중앙 처리 장치(CPU), 주기억장치, 주변기기는 개별 인쇄 회로 기판에 장착되어 백플레인에 꽂혔다.
초기 마이크로프로세서 기반 시스템에서는 CPU와 일부 지원 회로가 단일 CPU 보드에 장착되었고, 메모리와 주변 장치는 추가 보드에 장착되어 모두 백플레인에 연결되었다. 1970년대의 유비쿼터스 S-100 버스가 이러한 유형의 백플레인 시스템의 예이다.
1980년대에 가장 인기 있었던 컴퓨터들, 예를 들어 애플 II와 IBM PC는 회로도와 기타 문서가 공개되어 빠른 역공학과 타사 대체 메인보드의 제작이 가능했다. 주로 원래 모델과 호환되는 새로운 컴퓨터를 만드는 데 사용되었지만, 많은 메인보드는 추가적인 성능이나 다른 기능을 제공했으며 제조업체의 원래 장비를 업그레이드하는 데 사용되기도 했다.
1980년대 후반부터 1990년대 초반까지, 점점 더 많은 주변 장치 기능을 메인보드에 통합하는 것이 경제적이게 되었다. 1980년대 후반에 개인용 컴퓨터 메인보드는 저속 주변기기를 지원할 수 있는 단일 집적 회로(일명 슈퍼 I/O 칩)를 포함하기 시작했다: PS/2 단자, 컴퓨터 자판, 마우스, 플로피 디스크 드라이브, 직렬 포트 및 병렬 포트. 1990년대 후반에는 많은 개인용 컴퓨터 메인보드에 소비자용 임베디드 오디오, 비디오, 저장 및 네트워킹 기능이 확장 카드 없이도 포함되었다. 3차원 컴퓨터 그래픽스 게임 및 컴퓨터 그래픽스를 위한 고급 시스템은 일반적으로 그래픽 카드만 별도의 구성 요소로 유지했다. 비즈니스 PC, 워크스테이션, 서버는 보다 강력한 기능이나 더 빠른 속도를 위해 확장 카드가 필요할 가능성이 높았다. 이러한 시스템은 종종 내장 구성 요소가 더 적었다.
1990년대에 개발된 랩톱 및 노트북 컴퓨터는 가장 일반적인 주변기기를 통합했다. 이는 업그레이드 가능한 구성 요소가 없는 메인보드를 포함하는 경우도 있었으며, 이는 2000년대 이후 더 작은 시스템(예: 태블릿 컴퓨터 및 넷북)이 도입되면서 계속되는 추세였다. 주기억장치, 마이크로프로세서, 네트워크 인터페이스 컨트롤러, 전원 및 저장 장치가 일부 시스템에 통합되었다.

## 설계

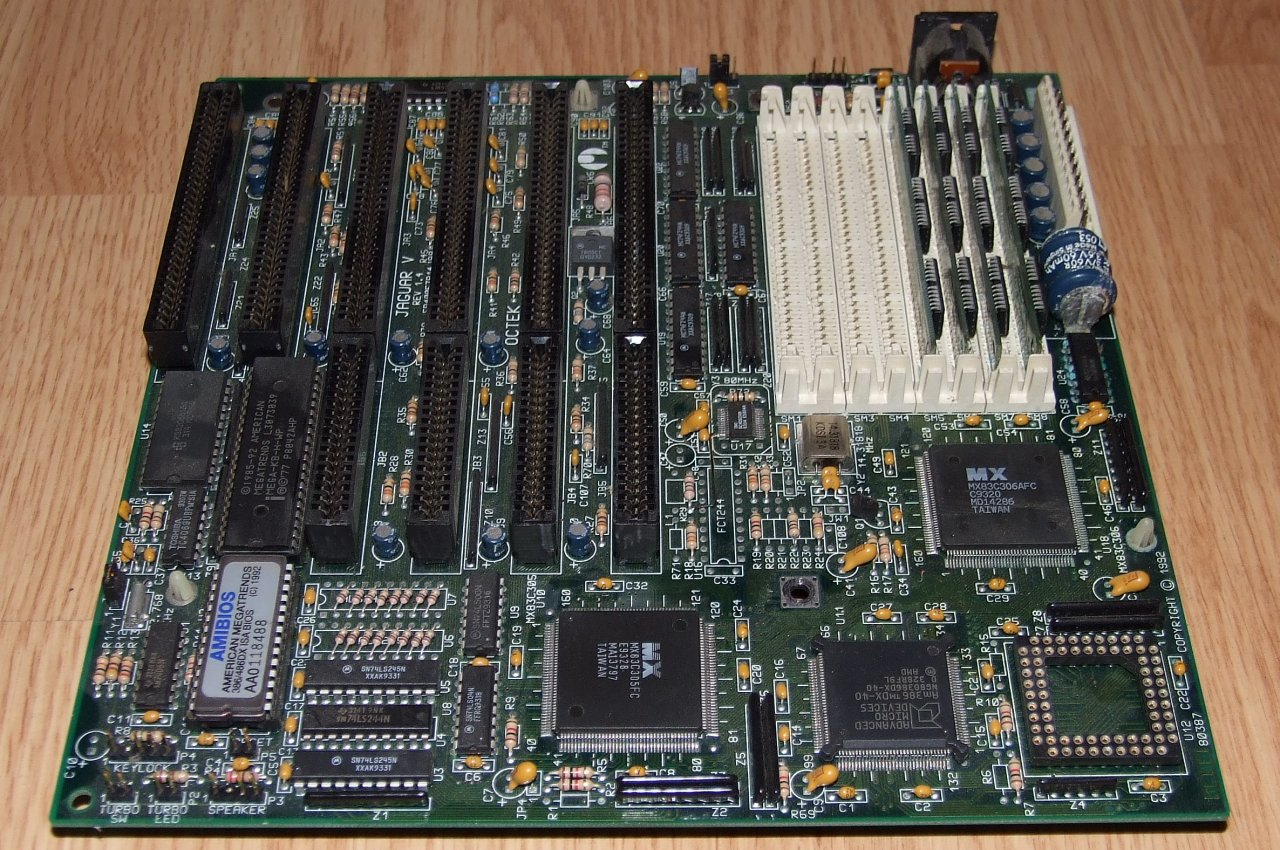
1993년 옥텍 재규어 V 메인보드. 이 보드는 ISA 카드용으로 제공된 6개의 슬롯과 다른 내장 외부 인터페이스 커넥터의 부재에서 알 수 있듯이, 온보드 주변 장치가 거의 없다. 오른쪽 뒤쪽에 있는 큰 AT 키보드 커넥터가 유일한 주변 장치 인터페이스이다.

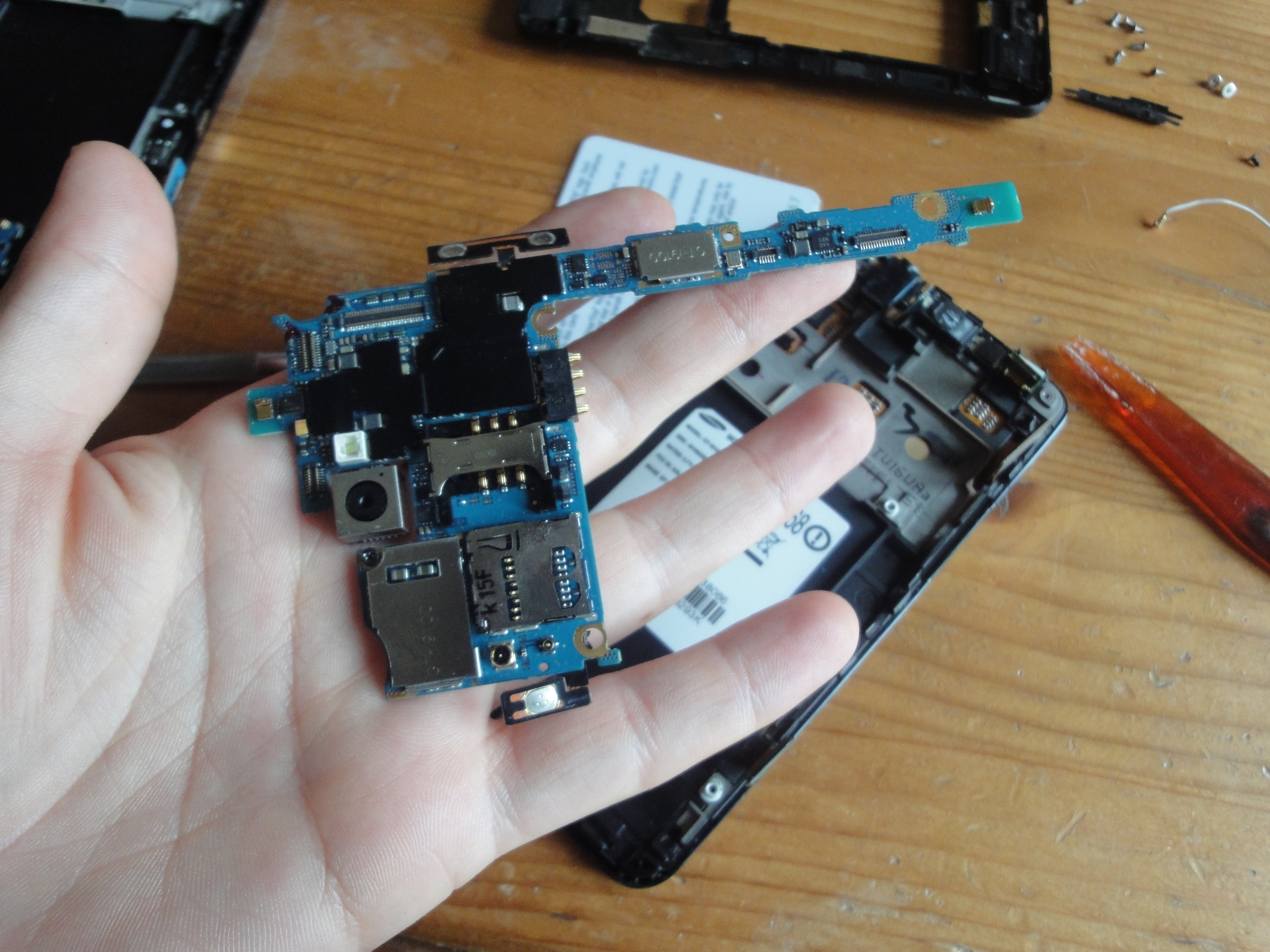
삼성 갤럭시 S2의 메인보드; 장치의 거의 모든 기능이 매우 작은 보드에 통합되어 있다.

메인보드는 시스템의 다른 구성 요소들이 통신할 수 있는 전기적 연결을 제공한다. 백플레인과는 달리, 메인보드는 중앙 처리 장치도 포함하며 다른 서브시스템과 장치들을 호스팅한다.
일반적인 데스크톱 컴퓨터는 마이크로프로세서, 주기억장치, 그리고 다른 필수 구성 요소들이 메인보드에 연결되어 있다. 외부 저장 장치, 그래픽 카드 및 사운드 카드를 위한 컨트롤러, 그리고 주변기기와 같은 다른 구성 요소들은 플러그인 카드나 케이블을 통해 메인보드에 부착될 수 있다. 최신 마이크로컴퓨터에서는 이러한 주변기기 중 일부를 메인보드 자체에 통합하는 것이 점점 더 일반적이다.
메인보드의 중요한 구성 요소는 마이크로프로세서의 지원 칩셋으로, CPU와 다양한 버스 (컴퓨팅) 및 외부 구성 요소 간의 지원 인터페이스를 제공한다. 이 칩셋은 어느 정도 메인보드의 특징과 기능을 결정한다.
현대적인 메인보드는 다음을 포함한다:
- 하나 이상의 마이크로프로세서를 설치할 수 있는 CPU 소켓 (또는 CPU 슬롯). 비아 나노 및 골드몬트 플러스와 같은 볼 그리드 배열 패키지의 CPU의 경우, CPU는 메인보드에 직접 납땜된다.[6]
- 시스템의 주기억장치를 설치하는 DIMM 모듈 형태의 메모리 슬롯으로, 일반적으로 DRAM 칩을 포함한다. DDR3, DDR4, DDR5 또는 온보드 모바일 DDRx가 될 수 있다.
- CPU, 주기억장치 및 주변 버스 간의 인터페이스를 형성하는 칩셋
- 시스템의 펌웨어 또는 바이오스를 포함하는 비휘발성 메모리 칩 (현대 메인보드에서는 일반적으로 플래시 메모리)
- 다양한 구성 요소의 동기화를 위해 시스템 클럭 신호를 생성하는 클럭 발생기
- 확장 카드용 슬롯 (칩셋이 지원하는 버스를 통한 시스템 인터페이스)
- 컴퓨터 전원 공급 장치로부터 전력을 받아 CPU, 칩셋, 주기억장치 및 확장 카드에 분배하는 전원 커넥터. 2007년 기준, 일부 그래픽 카드(예: GeForce 8 및 Radeon R600)는 메인보드가 제공할 수 있는 것보다 더 많은 전력을 필요로 하므로, 전원 공급 장치 (컴퓨터)에 직접 연결하기 위한 전용 커넥터가 도입되었다.[7]
- 하드 디스크 드라이브, 광학 디스크 드라이브 또는 솔리드 스테이트 드라이브용 커넥터 (일반적으로 직렬 ATA 및 NVM 익스프레스)

또한, 거의 모든 메인보드는 마우스 및 컴퓨터 자판과 같은 일반적으로 사용되는 입력 장치를 지원하기 위한 논리와 USB용 커넥터를 포함한다. 애플 II 및 IBM PC와 같은 초기 개인용 컴퓨터는 메인보드에 이러한 최소한의 주변기기 지원만을 포함했다. 비디오 인터페이스 하드웨어 또한 가끔 메인보드에 통합되었다. 예를 들어, 애플 II에서 그랬다. IBM PC 호환기종 컴퓨터에서는 IBM PCjr와 같이 훨씬 덜 일반적이었다. 디스크 컨트롤러 및 직렬 포트와 같은 추가 주변기기는 확장 카드로 제공되었다.
고속 컴퓨터 CPU 및 구성 요소의 높은 열 설계 전력을 고려할 때, 최신 메인보드는 거의 항상 히트 싱크와 컴퓨터 팬 장착 지점을 포함하여 과도한 열을 분산시킨다.

### 폼 팩터
메인보드는 다양한 크기와 모양으로 생산되며, 이를 폼 팩터라고 부른다. 일부 폼 팩터는 특정 컴퓨터 제조업체에 한정된다. 그러나 IBM PC 호환기종 시스템에 사용되는 메인보드는 다양한 컴퓨터 케이스 크기에 맞게 설계되었다. 2024년 기준, 대부분의 데스크톱 컴퓨터 메인보드는 ATX 표준 폼 팩터를 사용한다. 이는 맥 (컴퓨터) 및 썬 마이크로시스템즈 컴퓨터에서도 마찬가지인데, 이들은 상용 부품으로 제작되지 않았다. 케이스의 메인보드와 전원 공급 장치 (컴퓨터)(PSU) 폼 팩터는 모두 일치해야 하지만, 같은 계열의 일부 더 작은 폼 팩터 메인보드는 더 큰 케이스에 맞을 수 있다. 예를 들어, ATX 케이스는 일반적으로 마이크로ATX 메인보드를 수용할 수 있다. 랩톱 컴퓨터는 일반적으로 고도로 통합되고 소형화된 맞춤형 메인보드를 사용한다. 이것이 랩톱 컴퓨터가 업그레이드하기 어렵고 수리 비용이 비싼 이유 중 하나이다. 종종 랩톱 구성 요소 중 하나의 고장은 전체 메인보드의 교체를 필요로 하며, 이는 일반적으로 데스크톱 메인보드보다 더 비싸다.

### CPU 소켓
CPU 소켓(중앙 처리 장치) 또는 슬롯은 인쇄 회로 기판(PCB)에 부착되어 CPU(또는 마이크로프로세서)를 장착하도록 설계된 전기 부품이다. 이는 매우 많은 핀 수를 위해 설계된 특수 유형의 집적 회로 소켓이다. CPU 소켓은 CPU를 물리적으로 지지하고, 히트 싱크를 지지하며, 교체를 용이하게 하고(비용 절감 효과도 있음), 가장 중요하게는 CPU와 PCB 모두와 전기적 인터페이스를 형성하는 등 다양한 기능을 제공한다. 메인보드의 CPU 소켓은 대부분의 데스크톱 및 서버 컴퓨터에서 가장 흔히 발견되며(랩톱은 일반적으로 표면 실장 CPU를 사용함), 특히 인텔 x86 아키텍처 기반의 시스템에서 그러하다. CPU 소켓 유형과 메인보드 칩셋은 CPU 시리즈와 속도를 지원해야 한다.

### 통합 주변 장치

2000년대 초반 메인보드의 블록 다이어그램. 여러 온보드 주변 장치 기능과 여러 확장 슬롯을 지원한다.

집적 회로의 비용과 크기가 꾸준히 감소함에 따라, 이제 많은 주변기기를 메인보드에 통합할 수 있게 되었다. 하나의 인쇄 회로 기판에 많은 기능을 결합함으로써 시스템의 물리적 크기와 총 비용을 줄일 수 있다. 따라서 고도로 통합된 메인보드는 스몰 폼 팩터 및 보급형 컴퓨터에서 특히 인기가 있다. 통합된 주변기기는 온보드 장치라고도 불릴 수 있다.
- 직렬 ATA 드라이브 및 구형 병렬 ATA 드라이브용 디스크 컨트롤러
- 구형 플로피 디스크 컨트롤러
- 2차원 컴퓨터 그래픽스 및 3차원 컴퓨터 그래픽스를 지원하는 통합 그래픽스 컨트롤러 (VGA, DVI, HDMI, DisplayPort 및 TV 출력 포함)
- 8채널(7.1) 오디오 및 S/PDIF 출력을 지원하는 통합 사운드 카드
- LAN 연결 및 인터넷 수신을 위한 이더넷 네트워크 컨트롤러
- USB 컨트롤러
- 무선 네트워크 인터페이스 컨트롤러
- 블루투스 컨트롤러
- 소프트웨어가 컴퓨터 구성 요소의 상태를 모니터링할 수 있도록 하는 온도, 전압, 팬 속도 센서
- 기타 온보드 장치 (예: PMIC)

### 주변 카드 슬롯
일반적인 메인보드는 표준 및 폼 팩터에 따라 서로 다른 수의 연결을 갖는다.
표준적인 최신 ATX 메인보드는 일반적으로 그래픽 카드용 PCI 익스프레스 x16 연결 2개 또는 3개, 다양한 확장 카드용 구형 PCI 버스 슬롯 1개 또는 2개, 그리고 PCI를 대체한 PCI 익스프레스 x1 슬롯 1개 또는 2개를 갖는다. 표준 EATX 메인보드는 그래픽 카드용 PCI 익스프레스 x16 연결 2개에서 4개를 가지며, PCI 버스 및 PCI 익스프레스 x1 슬롯의 수는 다양하다. 때로는 PCI 익스프레스 x4 슬롯도 가질 수 있다(브랜드 및 모델에 따라 다름).
일부 메인보드는 2개 이상의 PCI 익스프레스 x16 슬롯을 가지고 있어, 특별한 하드웨어 없이 2개 이상의 모니터를 사용하거나 스케일러블 링크 인터페이스(엔비디아용) 및 ATI 크로스파이어(AMD용)라는 특수 그래픽 기술을 사용할 수 있다. 이를 통해 2개에서 4개의 그래픽 카드를 연결하여 게임, 비디오 편집 등과 같은 집중적인 그래픽 컴퓨팅 작업에서 더 나은 성능을 얻을 수 있다.
최신 메인보드는 일반적으로 1개 또는 2개의 M.2 슬롯을 가지며, 일부 모델에서는 최대 4개까지 가질 수 있다. 이 슬롯은 NVMe SSD 또는 직렬 ATA M.2 및 무선 네트워크 인터페이스 컨트롤러를 위해 사용된다.

### 온도 및 신뢰성

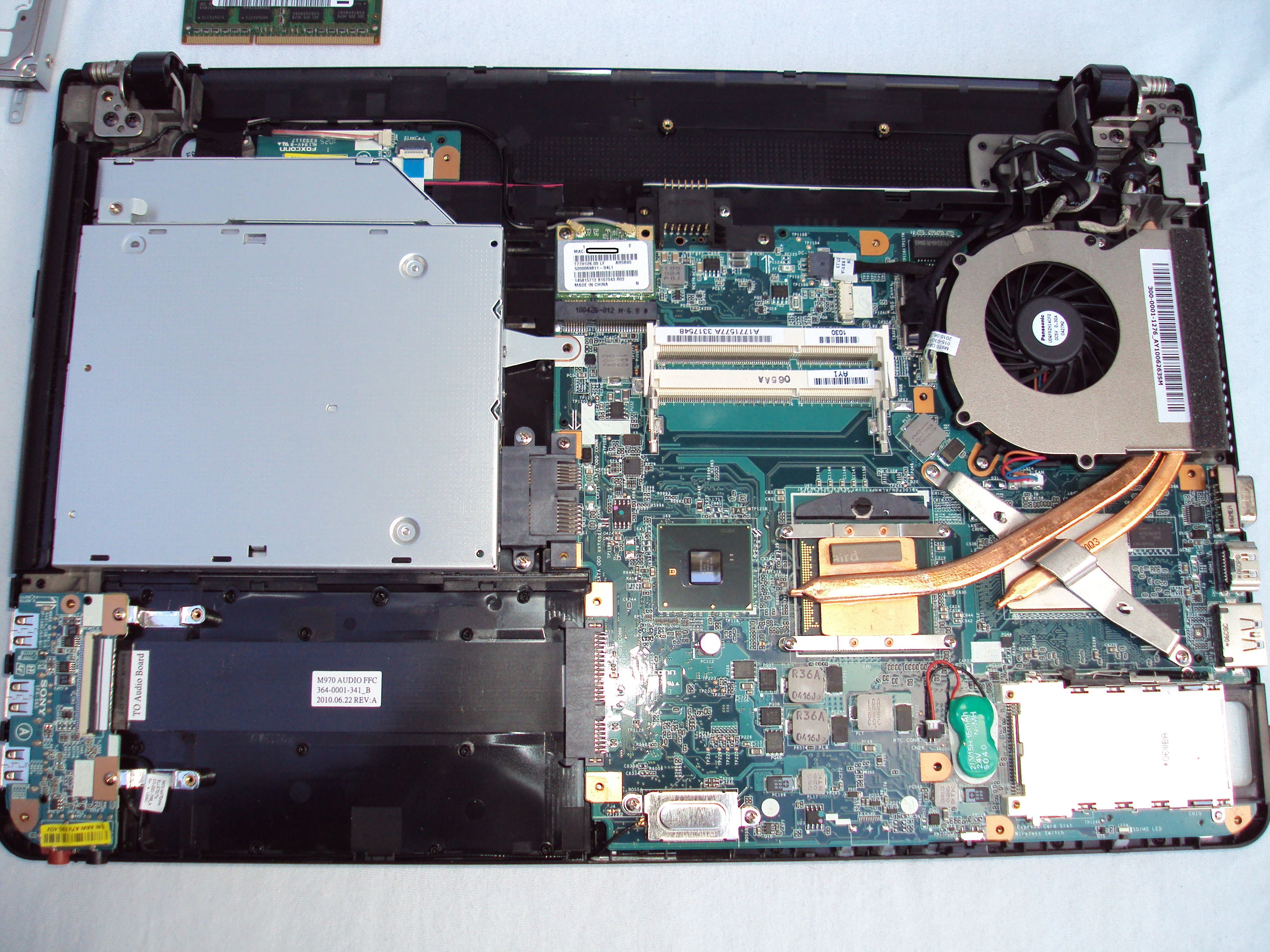
바이오 E 시리즈 랩톱의 메인보드 (오른쪽)

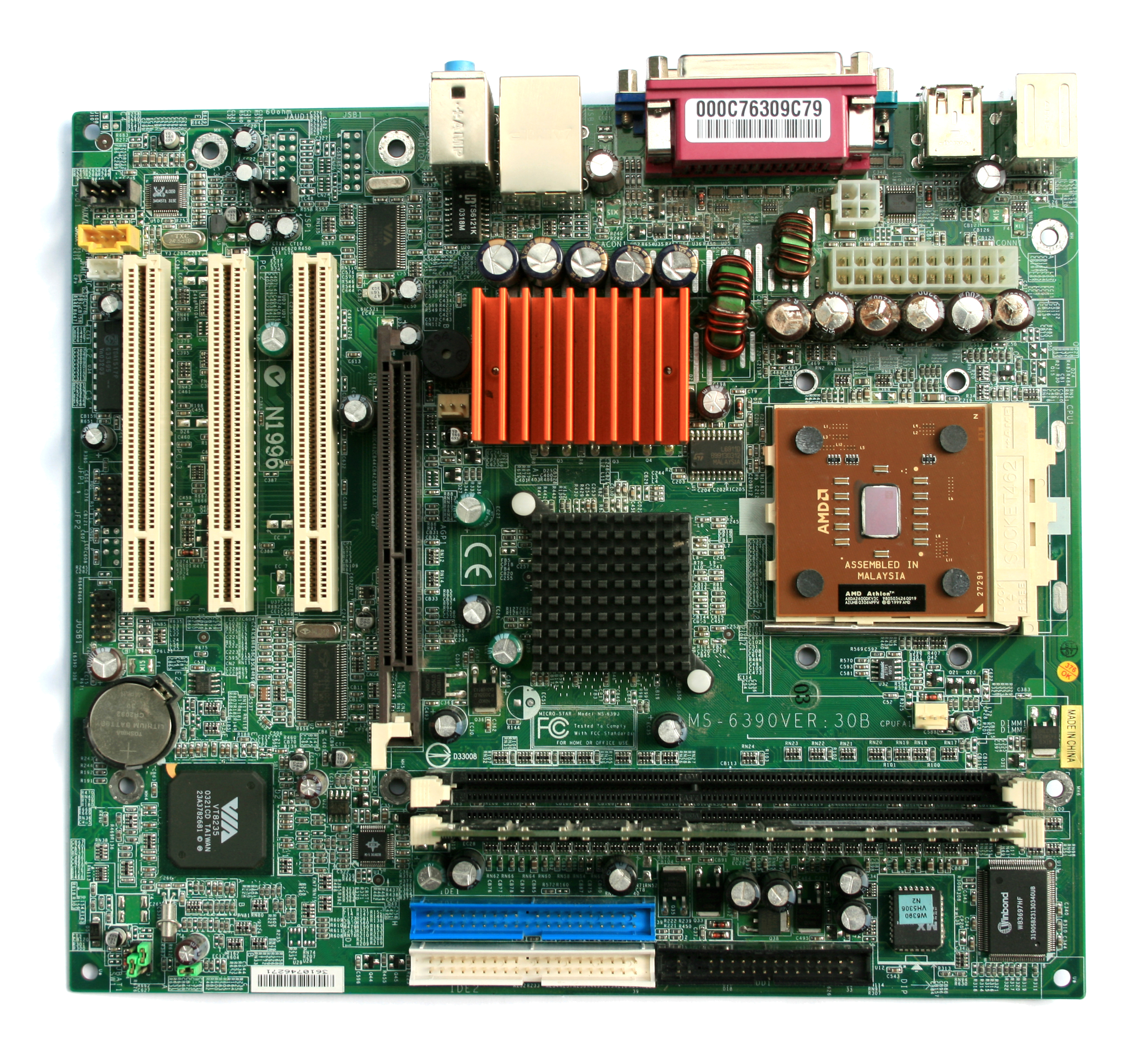
결함이 있는 축전기가 있는 마이크로ATX 메인보드

메인보드는 일반적으로 공랭식이며, 최신 메인보드에서는 대형 칩 위에 히트 싱크가 장착되는 경우가 많다. 불충분하거나 부적절한 냉각은 컴퓨터 내부 부품에 손상을 입히거나 심지어 충돌 (컴퓨팅)을 일으킬 수 있다. 수동 냉각 또는 전원 공급 장치 (컴퓨터)에 장착된 단일 팬은 1990년대 후반까지 많은 데스크톱 컴퓨터 CPU에 충분했지만, 그 이후로는 클럭 속도와 전력 소비 증가로 인해 대부분 CPU 팬이 히트 싱크에 장착되어야 했다. 대부분의 메인보드에는 추가 컴퓨터 팬용 커넥터와 메인보드 및 CPU 온도를 감지하는 통합 온도 센서, 그리고 바이오스 또는 운영체제가 팬 속도를 조절하는 데 사용할 수 있는 제어 가능한 팬 커넥터가 있다. 또는 컴퓨터는 많은 팬 대신 수랭식 시스템을 사용할 수 있다.
일부 스몰 폼 팩터 컴퓨터 및 조용하고 에너지 효율적인 작동을 위해 설계된 홈 시어터 PC는 팬 없는 디자인을 자랑한다. 이는 일반적으로 저전력 CPU 사용과 함께 히트 싱크 배치를 허용하도록 메인보드 및 기타 전자 부품의 신중한 레이아웃이 필요하다.
2003년의 한 연구에 따르면, 화면 이미지 왜곡에서 입출력 읽기/쓰기 오류에 이르는 일부 거짓 컴퓨터 충돌 및 일반적인 신뢰성 문제는 소프트웨어나 컴퓨터 하드웨어 주변 장치 때문이 아니라 PC 메인보드의 노후화된 축전기 때문일 수 있다고 한다. 궁극적으로 이는 결함 있는 전해액 제형의 결과로 밝혀졌으며, 이를 캐패시터 플레이그라고 불렀다.
최신 메인보드는 전해 축전기를 사용하여 보드 전체에 분배되는 직류 전력을 필터링한다. 이 축전기는 수성 전해액이 서서히 증발함에 따라 온도에 따라 노화된다. 이는 용량 손실과 그로 인한 전압 불안정으로 인한 메인보드 오작동을 초래할 수 있다. 대부분의 축전기는 105 °C (221 °F)에서 2000시간 작동 등급이지만, 이보다 10 °C (18 °F) 낮을 때마다 예상 설계 수명이 대략 두 배로 늘어난다. 65 °C (149 °F)에서는 3년에서 4년의 수명을 기대할 수 있다. 그러나 많은 제조업체는 표준 미달 축전기를 제공하여 수명 기대치를 현저히 단축시킨다. 부적절한 케이스 냉각과 CPU 소켓 주변의 높은 온도가 이 문제를 악화시킨다. 상단 블로어를 사용하면 메인보드 구성 요소를 95 °C (203 °F) 미만으로 유지하여 메인보드 수명을 효과적으로 두 배로 늘릴 수 있다.
반면, 중급 및 고급 메인보드는 고체 축전기만을 사용한다. 온도가 10°C 낮아질 때마다 평균 수명이 약 3배로 증가하여 65 °C (149 °F)에서 6배 더 높은 수명 기대치를 갖는다. 이러한 축전기는 105 °C (221 °F)에서 5000, 10000 또는 12000시간 작동 등급을 가질 수 있어 표준 고체 축전기에 비해 예상 수명을 연장한다.
데스크톱 PC 및 노트북 컴퓨터에서 메인보드 냉각 및 모니터링 솔루션은 일반적으로 슈퍼 I/O 칩 또는 임베디드 컨트롤러를 기반으로 한다.

## 부트스트래핑
메인보드에는 펌웨어를 저장하는 ROM(이후 EPROM, EEPROM, NOR 플래시)이 내장되어 있어 하드웨어 장치를 초기화하고 주변기기에서 운영체제를 부팅한다. 부트스트래핑과 부트라는 용어는 "신발 끈을 잡아당겨 스스로 일어서다"라는 문구에서 유래했다.
애플 II와 IBM PC와 같은 마이크로컴퓨터는 메인보드 소켓에 장착된 ROM 칩을 사용했다. 전원이 켜지면 중앙 처리 장치는 프로그램 카운터에 부팅 ROM의 주소를 로드하고 부팅 ROM에서 명령을 실행하기 시작했다. 이 명령은 시스템 하드웨어를 초기화하고 테스트했으며, 화면에 시스템 정보를 표시하고 RAM 검사를 수행한 다음 주변기기에서 운영체제를 부팅하려고 시도했다. 운영체제를 포함하는 주변기기가 없으면 컴퓨터는 다른 ROM 저장소의 작업을 수행하거나 컴퓨터 모델 및 설계에 따라 오류 메시지를 표시했다. 예를 들어, 애플 II와 초기 IBM PC 모두 카세트 베이직(ROM 베이직)을 가지고 있었으며, 플로피 디스크나 하드 디스크에서 운영체제를 로드할 수 없는 경우 이를 시작했다.
최신 IBM PC 호환기종 메인보드 설계의 부팅 펌웨어에는 초기 IBM PC의 부팅 ROM과 마찬가지로 바이오스 또는 통일 확장 펌웨어 인터페이스가 포함되어 있다. 통일 확장 펌웨어 인터페이스는 마이크로소프트가 윈도우 8을 실행하는 시스템에 대해 인증을 요구하기 시작한 후 인기를 얻은 바이오스의 후속작이다.
컴퓨터가 켜지면 부트 펌웨어는 메모리, 회로 및 주변기기를 테스트하고 구성한다. 이 파워 온 셀프 테스트(POST)는 다음 중 일부를 테스트할 수 있다:
- 그래픽 카드
- 슬롯에 삽입된 확장 카드 (예: PCI 버스 및 PCI 익스프레스)
- 구형 플로피 디스크 드라이브
- 하드웨어 모니터링을 위한 온도, 전압 및 팬 속도
- 바이오스 구성을 저장하는 데 사용되는 CMOS 메모리
- 컴퓨터 자판 및 마우스
- 사운드 카드
- 네트워크 어댑터
- 광학 드라이브: CD-ROM 또는 DVD-ROM
- 하드 디스크 드라이브 및 솔리드 스테이트 드라이브
- 지문 판독기와 같은 보안 장치
- USB 장치 (예: USB 대용량 저장 장치)

## 메인보드 회사
주요 메인보드 회사는 다음과 같다.
- 에이수스 (ASUS)
- 인텔 (INTEL)
- 기가바이트 테크놀로지 (Gigabyte Technology)
- 애즈락 (ASRock)
- 마이크로 스타 인터내셔널 (MSI)
- 바이오스타 (BIOSTAR)
- 비아 테크놀로지스 (VIA Technologies)
- 사파이어 테크놀로지 (Sapphire Technology)
- 폭스콘 (FOXCONN)
- 엘리트그룹 컴퓨터 시스템스 (ECS)
- JETWAY
- ZOTAC
- EVGA
- XFX
- Abit
- DFI
- EPoX
- AOpen

## 같이 보기
- 가속 그래픽 포트 (AGP)
- 바이오스 (BIOS)
- 칩 크리프
- CMOS 배터리
- 컴퓨터 케이스 나사
- 도터보드
- 확장 카드
- 컴퓨터 하드웨어 제조업체 목록
- M.2
- 오버클럭
- PCI 버스 (PCI)
  - PCI-X
  - PCI 익스프레스 (PCIe)
- 단일 보드 컴퓨터
- 스위치 모드 파워 서플라이#응용
- 대칭형 다중 처리
- 시스템 온 칩
- U.2
- 통일 확장 펌웨어 인터페이스 (UEFI)